# Louis-Guy de Guérapin de Vauréal
Louis-Guy de Guérapin de Vauréal, baron de Vauréal et comte de Belleval, né le 3 janvier 1688 à Beton-Bazoches et mort le 17 juin 1760 à Magny, est un homme d'Église et diplomate français.

## Biographie
Fils de Michel-Antoine Guérapin, comte de Belleval, et de Françoise Fretel de Bazoche, il est ordonné prêtre en 1714. Docteur en théologie, grand-vicaire de Meaux, il se voit attribuer divers bénéfices (commende de l'abbaye de Jouy, de l'abbaye Notre-Dame de Molesme (1723). Nommé évêque de Rennes en 1732, il est sacré le 24 août par le cardinal Henri-Pons de Thiard de Bissy évêque de Meaux et prend solennellement possession du siège le mois suivant.

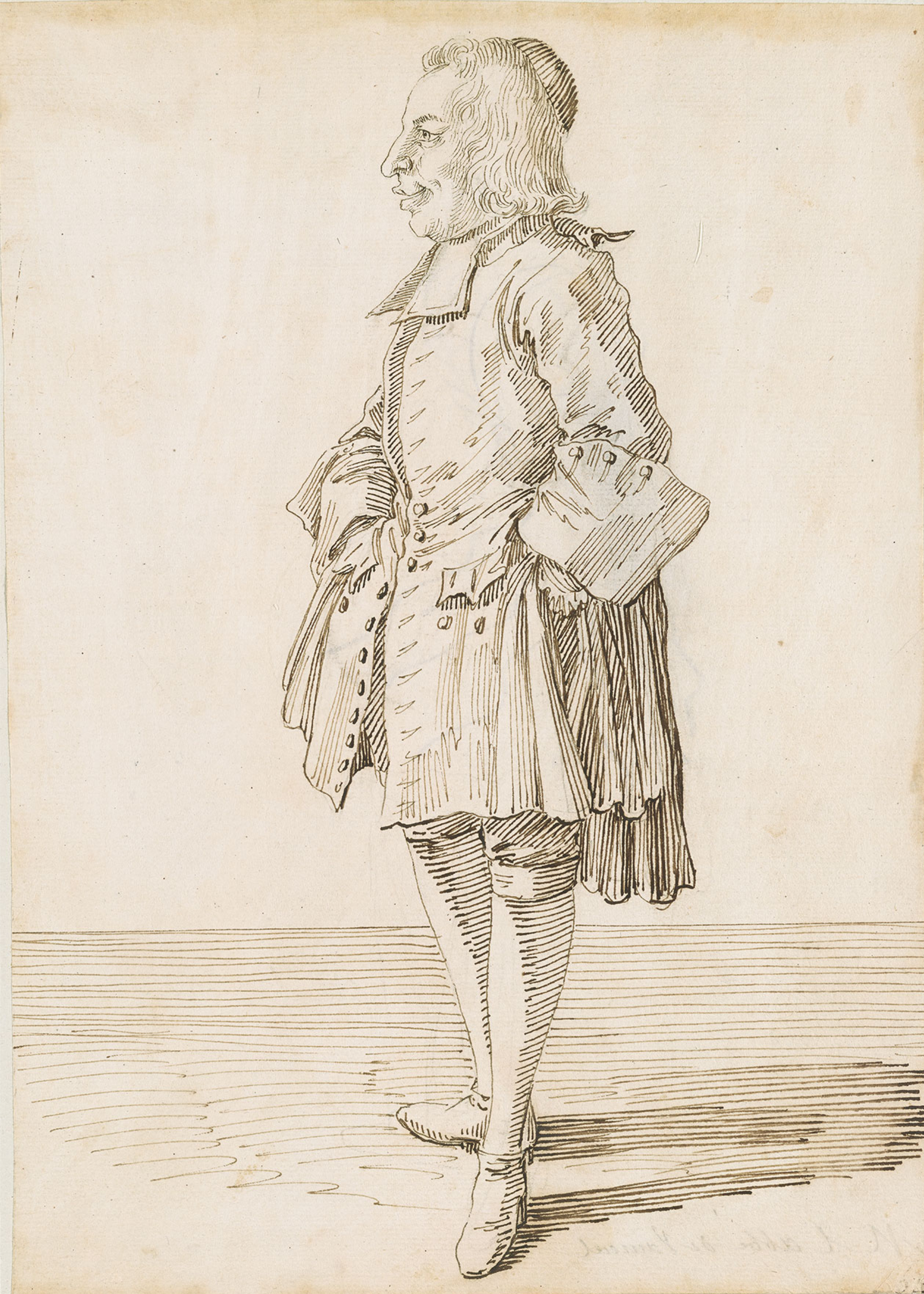
Caricature de M. l'abbé de Vauréal par Pier Leone Ghezzi

La même année, il devient également maître de la Chapelle royale de Versailles. Grand adversaire des jansénistes, il préside à cinq reprises l'assemblée du clergé de Bretagne entre 1732 et 1740. Il est chargé de diverses ambassades, notamment à Madrid entre 1740 et 1749 et sera par le fait créé grand d'Espagne en 1745. En 1742, il devient abbé commendataire de Saint-Aubin d'Angers.
Le 4 septembre 1749, il est élu membre de l'Académie française contre d'Alembert, occupant alors le 23e fauteuil. Reçu par Fontenelle le 23 septembre, il n'a laissé aucun écrit si ce n'est son discours de réception, quelques documents ecclésiastiques (mandements épiscopaux) et quelqu'autres dépêches diplomatiques.
Il se démet de son évêché le 3 mars 1759, en conservant ses trois abbayes en commende, et meurt, de retour des eaux de Vichy, dans le village de Magny, près de Nevers. Ce prélat est inhumé sans pompe dans le caveau de la famille de Boisvert, alors seigneur de l'endroit.
Armes d'argent au lion de sable tenant une hache de gueules, à la bordure d'azur semée de fleurs de lys d'or.

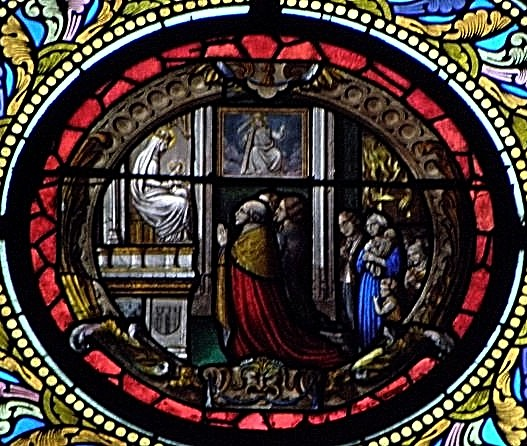
Louis-Guy de Guérapin de Vauréal en prière en 1732 — vitrail de la Basilique Notre-Dame-de-Bonne-Nouvelle de Rennes.